# Muzea w województwie zachodniopomorskim
 Muzea województwa zachodniopomorskiego – spis muzeów, mających siedzibę na terenie województwa zachodniopomorskiego, podzielony według tematyki ekspozycji.
Wymienione placówki są prowadzone przez jednostki samorządu terytorialnego (województwo, powiat, gmina (miasto)), osoby prawne, kościoły i związki wyznaniowe, szkoły (uczelnie), a także przez osoby prywatne.
| Typ muzeum                                     | Placówki |
| ---------------------------------------------- | --- |
| Muzea archeologiczne i historyczne             | - Multimedialne Muzeum na Klifie w Trzęsaczu - Muzeum Archeologiczno-Historyczne w Stargardzie - Muzeum Historii Medycyny w Szczecinie - Muzeum Narodowe w Szczecinie - Centrum Dialogu „Przełomy” - Muzeum Historii Szczecina - Podziemne trasy turystyczne w Szczecinie |
| Muzea biograficzne                             | - Muzeum Włodzimierza Wysockiego w Koszalinie |
| Muzea etnograficzne oraz skanseny              | - Skansen Kultury Jamneńskiej w Koszalinie (oddział Muzeum w Koszalinie) - Skansen Słowian i Wikingów w Wolinie |
| Muzea przyrodnicze, geologiczne i geograficzne | - Bałtycki Park Dinozaurów we Wrzosowie - Muzeum Bursztynu w Jarosławcu - Muzeum Geologiczne Uniwersytetu Szczecińskiego w Szczecinie - Muzeum Kamieni w Kamieniu Pomorskim - Muzeum Przyrodnicze Wolińskiego Parku Narodowego w Międzyzdrojach |
| Muzea regionalne i miejskie                    | - Izba Historyczna w Pełczycach - Muzeum Historii Ziemi Kamieńskiej w Kamieniu Pomorskim - Muzeum Historyczne „Skarb” w Policach - Muzeum i Galeria „Brama” w Gryficach - Muzeum Kołobrzeskie „Patria Colbergiensis” - Muzeum Pojezierza Myśliborskiego w Myśliborzu - Muzeum Regionalne w Barlinku - Muzeum Wojskowości, Szkolnictwa i Wsi w Dziedzicach - Muzeum Regionalne w Bobolicach - Muzeum Regionalne w Cedyni - Muzeum Regionalne w Szczecinku - Muzeum Regionalne w Wolinie - Muzeum w Koszalinie - Muzeum w Spichlerzu w Drawnie - Muzeum Ziemi Choszczeńskiej - Muzeum Ziemi Doberskiej w Dobrej - Muzeum Ziemi Karlińskiej w Karlinie - Muzeum Ziemi Pyrzyckiej w Pyrzycach - Muzeum Ziemi Wałeckiej w Wałczu - Ośrodek Dokumentacji Dziejów Ziemi Goleniowskiej w Goleniowie |
| Muzea sakralne i religijne                     | - Muzeum Katedralne w Szczecinie |
| Muzea sztuki                                   | - Galeria Sztuki Dawnej w Szczecinie (oddział Muzeum Narodowego w Szczecinie) - Muzeum Literatury w Szczecinie - Muzeum Sztuki Współczesnej w Szczecinie (oddział Muzeum Narodowego w Szczecinie) |
| Muzea oraz skanseny techniki                   | - Muzeum Aut Zabytkowych w Mścicach - Muzeum Motoryzacji i Wojskowości w Tanowie - Muzeum Państwowego Gospodarstwa Rolnego w Bolegorzynie - Muzeum Rybołówstwa Morskiego w Niechorzu - Muzeum Rybołówstwa Morskiego w Świnoujściu - Muzeum Techniki i Komunikacji w Szczecinie - Muzeum Wody w Koszalinie - Stała Wystawa Pomorskich Kolei Wąskotorowych w Gryficach (oddział Muzeum Narodowego w Szczecinie) |
| Muzea wojskowe                                 | - Muzeum Historii Twierdzy Świnoujście - Muzeum Lotnictwa Ziemi Świdwińskiej w Świdwinie - Muzeum Obrony Wybrzeża w Świnoujściu - Muzeum Oręża Polskiego w Kołobrzegu - Muzeum Pamiątek 1 Armii Wojska Polskiego w Starych Łysogórkach - Muzeum Pamiątek Wojsk Inżynieryjnych w Gozdowicach - Muzeum „Tytan” w Malechowie - Muzeum Wału Pomorskiego w Wałczu - Muzeum Wału Pomorskiego i II Wojny Światowej w Szczecinku - Muzeum Walk o Wał Pomorski w Mirosławcu - okręt-muzeum ORP Fala - Skansen bojowy 1 Armii Wojska Polskiego w Zdbicach - Skansen Fortyfikacyjny Grupa Warowna Cegielnia (oddział Muzeum Ziemi Wałeckiej w Wałczu) |
| Muzea zamkowe i pałacowe                       | - Muzeum Pałacowe w Trzebiatowie - Zamek Książąt Pomorskich w Darłowie - Zamek Książąt Pomorskich w Szczecinie - Zamek w Pęzinie - Zamek w Świdwinie |
| Pozostałe muzea                                | - Bałtycki Park Miniatur w Międzyzdrojach - Latarnia Morska Kołobrzeg - Muzeum Figur Woskowych w Międzyzdrojach |